# Route nationale 54 (Inde)
Pour les articles homonymes, voir Route nationale 54.
La Route nationale 54 (en anglais : National Highway 54, sigle NH 54), une route nationale  en Inde qui commence près de Pathankot au Pendjab  et se termine près d’Hanumangarh au Rajasthan.

## Tracé
La NH 54 passe par les lieux suivants,,:
- Pathankot
- Gurdaspur
- Batala
- Amritsar
- Makhu
- Zira
- Mudki
- Faridkot
- Kotkapura
- Bathinda
- Hanumangarh